# Külaaseme (Elva)
Külaaseme est une localité de la commune d'Elva, en Estonie.
Au 31 décembre 2011, il compte 34 habitants.